# Maarten Lammens
Maarten Lammens (* 4. Oktober 1982 in Leverkusen) ist ein deutscher Volleyball- und Beachvolleyballspieler.

## Karriere Halle
Lammens spielte in seiner Jugend Hallenvolleyball in seiner Heimatstadt beim TSV Bayer 04 Leverkusen. 1999 wechselte der Zuspieler zum Zweitligisten SV Bayer Wuppertal 2. 2002 kehrte Lammens zurück nach Leverkusen, wo er in der Regionalliga West spielte und 2009 den Aufstieg in die 2. Bundesliga schaffte. In der Rückrunde der Saison 2009/10 war er beim Zweitligisten SV Lindow/Gransee aktiv.

## Karriere Beach
Lammens war seit 1997 auch im Beachvolleyball aktiv. An der Seite von Matthias Karger wurde er 2000 U20-Europameister in Nürnberg, belegte 2001 Platz fünf bei den U21-Weltmeisterschaften in Le Lavandou (Frankreich) und gewann 2002 Bronze bei den U21-Weltmeisterschaften in Catania (Italien). Karger/Lammens spielten bis 2003 auch auf nationalen Turnieren und gewannen 2004 Bronze bei der Studenten-WM in Thailand. 2004 bildete Lammens mit Drazen Slacanin ein Duo. Von 2005 bis 2008 startete er mit Martin Kern. Kern/Lammens belegten bei den Deutschen Meisterschaften in Timmendorfer Strand 2005 Platz neun sowie 2006 und 2007 jeweils Platz fünf. 2009 war Stefan Uhmann sein Partner. Nach einem Dopingverstoß von Uhmann im Juli beendete Lammens seine Beachkarriere.